# Джованні Дурандо
Джованні Дурандо (італ. Giovanni Durando; 23 червня 1804 — 27 травня 1869) — італійський генерал та політик.

## Біографія
Народився в Мондові, що нині входить до складу провінції Кунео. У 1822 році вступив до корпусу Королівської гвардії Сардинського королівства. У 1830-х роках, після викриття як учасника ліберальної змови, що мала на меті змусити короля Карла Фелікса надати конституцію, емігрував спочатку до Франції, а потім до Бельгії. Там вступив до іноземного корпусу під час Бельгійської революції. Згодом став офіцером конституціоналістської армії Педру IV у Португалії, а у 1835 році отримав звання офіцера полку «Мисливці з Порту».
Згодом був генерал-майором Папської армії, командуючи папською дивізією у Венеції, проте не зміг зупинити австрійські війська генерала Нюгента. Того ж року був призначений генерал-лейтенантом Сардинської армії.

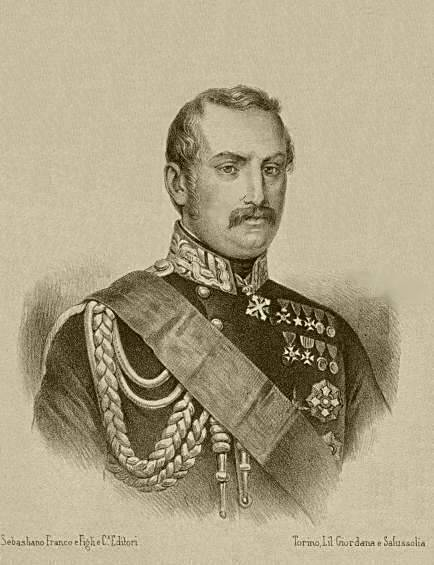
Портрет Джованні Дурандо", літографія, 1850 рік

Брав участь у всіх Італійських війнах за незалежність (1848—1849, 1859 та 1866 років), а також у Кримській війні (1855–1856) в складі Сардинський експедиційний корпус. Отримав поранення в битві при Кустоці (1866), де командував I дивізіоном.
У 1849 році перебував на Сардинії, де придушив народні повстання в Сассарі та Галлурі.

## Політична кар'єра
У 1860 році став сенатором Сардинії, а згодом і Королівства Італія. Наступного року взяв участь у придушенні бандитизму на території колишнього Королівства Обох Сицилій.
Помер у Флоренції у 1869 році.

## Родина
Його брат Джакомо Дурандо також був генералом і сенатором (він воював разом з Джованні в Бельгії, Португалії та Іспанії), а ще один брат, Джованні Антоніо Дурандо, був генералом.